# 너새니얼 파커
너새니얼 파커(Nathaniel Parker, 1962년 5월 18일 ~ )는 잉글랜드의 배우이다.

## 출연 작품
- 플로리스 - 올리 역
- 오필리아 - 햄릿 왕 역
- T.I.M. - 듀슨 역